# Liste der Naturdenkmale in Mastershausen
Die Liste der Naturdenkmale in Mastershausen nennt die im Gemeindegebiet von Mastershausen ausgewiesenen Naturdenkmale (Stand 13. Mai 2024).

## Naturdenkmale
| Nr.         | Bezeichnung | Lage                                    | Beschreibung | Bild            |
| ----------- | ----------- | --------------------------------------- | --- | --------------- |
| ND-7140-021 | Eiche       | südlich des Ortes; Flur Galgenhöhe Lage | Quercus sp., etwa 500 Jahre alt, letzter Baum eines größeren Waldbestands, mehrfach vom Blitz getroffen und deshalb im Inneren ausgebrannt, im Volksmund „die Eich“ genannt | Fotos hochladen |

## Ehemalige Naturdenkmale
| Nr. | Bezeichnung | Lage                                                        | Beschreibung                                                                               | Bild                                    |
| --- | ----------- | ----------------------------------------------------------- | ------------------------------------------------------------------------------------------ | --------------------------------------- |
|     | Buchenallee | südwestlich des Ortes an der L 203; Flur Am Marktplatz Lage | Bestand von Fagus sylvatica; flächenhaftes Naturdenkmal, 2 ha; Rechtsverordnung aufgehoben | Direkt Bild zu diesem Denkmal hochladen |